# Халифман, Иосиф Аронович
Иосиф Аронович Халифман (13 сентября 1902 — 1988) — русский советский писатель, популяризатор энтомологии. Кандидат биологических наук. Член Союза писателей СССР (1960). Лауреат Сталинской премии (1951) за книгу «Пчёлы».

## Биография
Родился 13 сентября (31 августа) 1902 года в уездном городе Могилёве-на-Днестре (ныне Украина). Окончил ТСХА (1932). Член КПСС (1945). Кандидат биологических наук. Работал в местных газетах «Красное Знамя» и «Трудовая правда», позднее в «Комсомольской правде» и «Социалистическом земледелии». Первая книга под названием «Без фантастики» была издана в Киеве.
Книга Халифмана «Пчёлы» получила высокую оценку в самых различных кругах и была отмечена в 1951 г. Сталинской премией второй степени. После её выхода в Германии в пятидесятых годах была опубликована большая статья под названием «От Шпренгеля до Халифмана». Известнейшие ученые — Несмеянов, Фриш, Лоренц, Перепелова, Гессвальд, Линдауер, Грассе, Даршен — и такие писатели, как Твардовский, Тендряков, Шагинян, высоко оценили её, отметив исключительную значимость этого произведения для развития жанра научно-популярной литературы.
Первоначально план автора «Пчёл» не простирался далее желания популярно ознакомить читателей с жизнью этих насекомых. Однако, увлёкшись темой, он в последующие годы написал не менее подробные книги о муравьях, шмелях, термитах, осах: по существу — научно-популярные энциклопедии, посвящённые насекомым. В конце 1960 года принят в члены Союза писателей.
Писателю удалось своим напряжённым, точным и изобразительно ясным рассказом вызвать сопереживание у читателя, сделать его сопричастным к исследованиям учёного, а следовательно, сопричастным к красоте и сложности природы. Лев Разгон.
Согласно воспоминаниям члена-корреспондента АН СССР Иосифа Шкловского, Халифман являлся сторонником идей академика Т. Д. Лысенко. Влияние теорий Лысенко особенно ощущается в ранних вещах писателя («Пчёлы»).
Умер в 1988 году. Похоронен на Донском кладбище, где через год похоронили и его супругу и соавтора Евгению Николаевну Васильеву (1923—1989).

## Награды и звания
- Сталинская премия второй степени (1951)[1] — присуждена Постановлением Совета Министров СССР от 15 марта 1951 года Иосифу Ароновичу Халифману за научно-популярный труд «Пчёлы», опубликованный в 1950 году.[6]
- Орден «Знак Почёта»
- кандидат биологических наук

## Сочинения

### Проза
- «Пчёлы». — М., Молодая гвардия, 1950
- «Пчёлы. Книга о биологии пчелиной семьи и победах науки о пчёлах». — М.: Государственное издательство культурно-просветительной литературы, 1952. — 256 с. — 50 000 экз.
- «В мире пчёл». — М., 1953.
- «Пчёлы». — М.: Молодая гвардия, 1953. — 432 с. — 50000 экз.
- «Пчёлы и урожай». — М., Знание, 1953. — В соавторстве с А.Губиным
- В мире пчёл. — М., 1953. В соавторстве с А. Стефановым
- «Опыление сельскохозяйственных растений пчёлами». — М., 1954. В соавторстве с А.Губиным
- В мире пчёл. — М., 1955 В соавторстве с А. Стефановым
- «Пароль скрещённых антенн». — М., Детгиз, 1958 (удостоена в 1958 году первой премии на конкурсе Министерства просвещения РСФСР на лучшую книгу для детей о науке)[7]
- «Цветы и пчёлы». — М.: Московский рабочий, 1958. — В соавторстве с А.Губиным
- «Примечательный улей». — М., Советская Россия, 1960
- «Отступившие в подземелье». — М., Детгиз, 1961 (Школьная библиотека)
- «Шмели и термиты». — М., 1962
- Пароль скрещенных антенн. — М., 1962
- «Муравьи». — М.: Молодая гвардия, 1963. — 304 с. — 65000 экз.
- «Пчёлы». — 4-е изд. — М.: Молодая гвардия, 1963. — 400 с. — 65000 экз.
- «Фабр». — М.: Молодая гвардия, 1966—240 с. — 65000 экз. (ЖЗЛ). В соавторстве с Евгенией Николаевной Васильевой
- «Пароль скрещённых антенн». — Издание 2-е. — М.: Детская литература, 1967—415 с. — 75 000 экз. (в это издание вошли три повести: «Они летят по заданию» — о медоносных пчёлах, «Пароль скрещённых антенн» — о муравьях, «Отступившие в подземелье» — о термитах).[8]
- «И ещё десятью десять». — М., 1970
- «Трубачи играют сбор». — М.: Детская литература, 1971. — 160 с. — 75 000 экз.
- «Шмели и термиты». — М.: Детская литература, 1972. — 320 с. — 100 000 экз.
- «Они летят по заданию: Повести и очерки разных лет». — М.: Советский писатель, 1973. — 512 с. — 100 000 экз.
- «Операция „Лесные муравьи“». — М.: Лесная промышленность, 1974. — 232 с. — 40.000 экз.[8]
- «Долгий свет: Повести». — М.:Советский писатель, 1978. — 480 с. — 100 000 экз. (в книгу вошли три повести: «Долгий свет» — о жизни Ж.-А.Фабра; «Восхождение вглубь» — о жизни и работе лауреата Нобелевской премии К. Фриша, расшифровавшего «язык пчёл», и «Сквозь толщу лет»), в соавторстве с Е. Васильевой
- «Четырёхкрылые корсары». — М., Детская литература, 1978 (Научно-художественная литература)
- «Мёд, воск, культура» (1978, 1979). В соавторстве с Е. Васильевой[9]
- «Пчёлы: Повесть о биологии пчелиной семьи и победах науки о пчёлах». — 6-е изд., доп. — М.: Мол. гвардия, 1981. — 304 с. (Серия «Эврика»). — 100 000 экз. В соавторстве с Е. Васильевой[8]
- «Сквозь толщу лет: Повесть, очерки». — М.: Советский писатель — 1982. — 592 с. — 100 000 экз. — В соавторстве с Е. Васильевой.
- «Четырёхкрылые корсары». — М.: Детская литература, 1982. — 320 с. — 75 000 экз.
- «Шмели и термиты». — М.: Детская литература, 1988.— 320 с. — 100 000 экз. ISBN 5-08-001212-9
- «Пчёлы. Повесть о биологии пчелиной семьи и о победах науки о пчёлах» — М.: Изд-во: Языки славянской культуры, 2001. — 280 стр. ISBN 5-7859-0183-8